# Samba Yonga
Samba Yonga é uma jornalista e consultora de mídia da Zâmbia. Ela trabalhou por muito tempo como editora da Big Issue Zambia e escreveu para várias outras publicações. Yonga é a fundadora da Ku-Atenga Media, uma firma de consultoria de mídia e foi nomeada uma das mulheres mais influentes do "Power of 40" de Destiny na África em 2017.

## Carreira
Samba Yonga começou a se interessar pelo jornalismo depois de ganhar um prémio por um conto que havia escrito. Ela frequentou a faculdade e enquanto trabalhava em part-time para um jornal local. Após a formatura, Yonga encontrou trabalho desenvolvendo ideias para programas de TV e rádio. Ela foi então indicada para dirigir a revista da juventude Trendsetters, que havia sido relançada. Yonga também escreveu para a revista Okay Africa e The Guardian. Yonga foi diretora editorial da revista The Big Issue Zambia, que foi lançada pela International Network of Street Papers em 2007. A revista foi publicada em seis países e Yonga viajou frequentemente para visitá-los.
Yonga estabeleceu uma empresa de consultoria de mídia, Ku-Atenga Media, a partir da palavra para "criar" em Luvale, a sua língua nativa. Pouco depois, ela deixou a Zâmbia para estudar para um mestrado em mídia global e comunicação de tradução na Universidade de Londres. Após o seu retorno, ela começou a expandir a Ku-Atenga, fornecendo serviços de consultoria em estratégia de comunicação. A empresa agora realiza trabalhos para clientes locais e internacionais, incluindo o governo da Zâmbia, a União Europeia e as Nações Unidas.
Yonga começou as Narrativas das Vozes Silenciadas para pesquisar e publicar as histórias das mulheres africanas da história. O projecto foi executado em conjunto com o Museu Kvinnohistoriskt, um museu de história das mulheres na Suécia, e a activista zambiana Mulenga Kapwepwe. Yonga desenvolveu o projecto no Museu Zambiano de História das Mulheres, inicialmente como uma oferta apenas online, mas com o objectivo de ter uma localização física para permitir a exibição de artefactos colectados pelo projecto.
Yonga escreve um blog no WordPress. Ela foi nomeada uma das mulheres mais influentes do "Power of 40" de Destiny na África em 2017.